# Kuángyě shídài
Kuángyě shídài è un film del 2025 diretto da Bi Gan. Ha concorso al 78º Festival di Cannes.

## Trama
In un futuro nel quale l'umanità ha perso la capacità di sognare, una donna si avventura nella mente di un Fantasmer, l'ultima persona in grado di immergersi nel mondo dei sogni.

## Distribuzione
Il film è stato presentato in anteprima il 22 maggio 2025 al 78º Festival di Cannes.

## Riconoscimenti
- 2025 – Festival di Cannes[2]
  - Premio speciale
  - In concorso per la Palma d'oro